# Psychotria homalosperma
Psychotria homalosperma là một loài thực vật có hoa trong họ Thiến thảo. Loài này được A.Gray miêu tả khoa học đầu tiên năm 1859.